# Omloop Het Nieuwsblad 2023
La 78.ª edición de la clásica ciclista Omloop Het Nieuwsblad fue una carrera en Bélgica que se celebró el 25 de febrero de 2023. La carrera da comienzo a la temporada de clásicas de pavé sobre un recorrido de 207,3 kilómetros con inicio en la ciudad de Gante y final en el municipio de Ninove.
La carrera formó parte del UCI WorldTour 2023, calendario ciclístico de máximo nivel mundial, siendo la cuarta carrera de dicho circuito y fue ganada por el neerlandés Dylan van Baarle del Jumbo-Visma. Completaron el podio, como segundo y tercer clasificado respectivamente, el belga Arnaud De Lie del Lotto Dstny y el francés Christophe Laporte del mismo equipo que el vencedor.

## Equipos participantes
Tomaron parte en la carrera 25 equipos: 18 de categoría UCI WorldTeam y 7 de categoría UCI ProTeam. Formaron así un pelotón de 175 ciclistas de los que acabaron 125. Los equipos participantes son:
| WorldTeams (18)- AG2R Citroën Team - Alpecin-Deceuninck - Arkéa-Samsic - Astana Qazaqstan Team - Bahrain Victorious - Bora-Hansgrohe - Cofidis - EF Education-EasyPost - Groupama-FDJ - Ineos Grenadiers - Intermarché-Circus-Wanty - Jumbo-Visma - Movistar Team - Soudal Quick-Step - Team Jayco AlUla - Team DSM - Trek-Segafredo - UAE Team Emirates ProTeams (7)- Bingoal WB - Human Powered Health - Israel-Premier Tech - Lotto Dstny - Team Flanders-Baloise - TotalEnergies - Uno-X Pro Cycling Team |
| |

## Clasificación final
- La clasificación finalizó de la siguiente forma:[2]

### Clasificación general
| \| Clasificación general \| Clasificación general \| Clasificación general \| Clasificación general \| Clasificación general \| \| Ciclista \| Ciclista \| Equipo \| Tiempo \| \| \| --------------------- \| --------------------- \| ---------------------- \| --------------------- \| --------------------- \| \| 1.º \| Dylan van Baarle \| Jumbo-Visma \| 4 h 54 min 49 s \| \| \| 2.º \| Arnaud De Lie \| Lotto Dstny \| + 20 s \| \| \| 3.º \| Christophe Laporte \| Jumbo-Visma \| + 20 s \| \| \| 4.º \| Alexander Kristoff \| Uno-X Pro Cycling Team \| + 20 s \| \| \| 5.º \| Thomas Pidcock \| Ineos Grenadiers \| + 20 s \| \| \| 6.º \| Davide Ballerini \| Soudal Quick-Step \| + 20 s \| \| \| 7.º \| Nils Politt \| Bora-Hansgrohe \| + 20 s \| \| \| 8.º \| Andrea Pasqualon \| Bahrain Victorious \| + 20 s \| \| \| 9.º \| Rui Oliveira \| UAE Team Emirates \| + 20 s \| \| \| 10.º \| Sep Vanmarcke \| Israel-Premier Tech \| + 20 s \| \| |                    |                        |                 |
| |                    |                        |                 |
| Fuente: ProCyclingStats |                    |                        |                 |
| Clasificación general |                    |                        |                 |
| Ciclista | Ciclista           | Equipo                 | Tiempo          |
| 1.º | Dylan van Baarle   | Jumbo-Visma            | 4 h 54 min 49 s |
| 2.º | Arnaud De Lie      | Lotto Dstny            | + 20 s          |
| 3.º | Christophe Laporte | Jumbo-Visma            | + 20 s          |
| 4.º | Alexander Kristoff | Uno-X Pro Cycling Team | + 20 s          |
| 5.º | Thomas Pidcock     | Ineos Grenadiers       | + 20 s          |
| 6.º | Davide Ballerini   | Soudal Quick-Step      | + 20 s          |
| 7.º | Nils Politt        | Bora-Hansgrohe         | + 20 s          |
| 8.º | Andrea Pasqualon   | Bahrain Victorious     | + 20 s          |
| 9.º | Rui Oliveira       | UAE Team Emirates      | + 20 s          |
| 10.º | Sep Vanmarcke      | Israel-Premier Tech    | + 20 s          |

## Ciclistas participantes y posiciones finales
Convenciones:
- AB: Abandono
- FLT: Retiro por llegada fuera del límite de tiempo
- NTS: No tomó la salida
- DES: Descalificado o expulsado

## UCI World Ranking
El Omloop Het Nieuwsblad otorgó puntos para el UCI World Ranking para corredores de los equipos en las categorías UCI WorldTeam, UCI ProTeam y Continental. Las siguientes tablas son el baremo de puntuación y los diez corredores que obtuvieron más puntos:
| Posición   | 1.º | 2.º | 3.º | 4.º | 5.º | 6.º | 7.º | 8.º | 9.º | 10.º | 11.º | 12.º | 13.º | 14.º | 15.º-20.º | 21.º-30.º | 31.º-50.º | 51.º-55.º | 56.º-60.º |
| Puntuación | 300 | 250 | 215 | 175 | 120 | 115 | 95  | 75  | 60  | 50   | 40   | 35   | 30   | 25   | 20        | 12        | 5         | 2         | 1         |

| Clasificación |                    |                     |        |
| Ciclista      | Ciclista           | Equipo              | Puntos |
| ------------- | ------------------ | ------------------- | ------ |
| 1.º           | Dylan van Baarle   | Jumbo-Visma         | 300    |
| 2.º           | Arnaud De Lie      | Lotto Dstny         | 250    |
| 3.º           | Christophe Laporte | Jumbo-Visma         | 215    |
| 4.º           | Alexander Kristoff | Uno-X               | 175    |
| 5.º           | Thomas Pidcock     | INEOS Grenadiers    | 120    |
| 6.º           | Davide Ballerini   | Soudal Quick-Step   | 115    |
| 7.º           | Nils Politt        | Bora-Hansgrohe      | 95     |
| 8.º           | Andrea Pasqualon   | Bahrain Victorious  | 75     |
| 9.º           | Rui Oliveira       | UAE Emirates        | 60     |
| 10.º          | Sep Vanmarcke      | Israel-Premier Tech | 50     |